# 1799 год в театре
1799 год в театре

## События
- В Санкт-Петербурге антрепренёр Жозеф Мирэ организовал регулярный Немецкий театр, где давались драматические спектакли на немецком языке.
- 31 мая — труппа «Комеди-Франсез» переехала в здание театра «Варьете-Амюзант[фр.]».

### Постановки
- 30 января — в Веймаре, на сцене придворного театра состоялась премьера пьесы «Пикколомини», второй части драматической трилогии Фридриха Шиллера «Валленштейн» (постановка Иоганна Вольфганга фон Гёте).
- 20 апреля — в Веймаре, на сцене придворного театра состоялась премьера пьесы «Смерть Валленштейна» (под названием «Валленштейн»), заключительной части одноимённой трилогии Фридриха Шиллера (постановка Иоганна Вольфганга фон Гёте).
- 24 мая — в Париже, на сцене театра «Варьете[фр.]» состоялась премьера пьесы Жозефа Патра[англ.] «Франсуа и Руффиньяк».
- 18 декабря — в Стокгольме, на сцене Королевского театра состоялась премьера оперы Йозефа Мартина Крауса «Эней в Карфагене[нем.]». В основу либретто Юхана Хенрика Чельгрена легла трагедия «Дидона» Лефрана де Помпиньяна (1734).

## Деятели театра
- Император Павел I назначил Александра Нарышкина директором Императорских театров

### Родились
- 30 августа, Неаполь (?) — итальянская трагическая актриса Роза Таддеи.
- 7 ноября, Париж — французский драматург и либреттист Жюль-Анри де Сен-Жорж; директор театра «Опера-Комик» с 1829 года.

### Скончались
- 18 мая, Париж — французский драматург Пьер де Бомарше.
- 5 августа, Париж — французская актриса Мадам Белькур.
- 18 декабря, Бове — французский актёр Превиль.